# König Alfons XIII. in Husarenuniform
König Alfons XIII. in Husarenuniform (spanisch: Retrato del Rey don Alfonso XIII con uniforme de Húsares) ist ein Bildnis des Malers Joaquín Sorolla. Er schuf das Gemälde 1907 im Auftrag des spanischen Königs Alfons XIII. im Park der Sommerresidenz La Granja de San Ildefonso. Das in Öl auf Leinwand gemalte Bild hat eine Höhe von 208 cm und eine Breite von 108,5 cm. Es zeigt den König als lebensgroßes Porträt in der Uniform eines Husaren im farbenfrohen und lichtdurchfluteten Stil des spanischen Impressionismus. Das Gemälde befindet sich im Besitz des spanischen Königs.

## Bildbeschreibung
Das 1907 entstandene Gemälde zeigt den spanischen König Alfons XIII. als lebensgroßes Porträt im Hochformat. Der 21-jährige Monarch steht, das linke vor das rechte Bein gestellt, dem Bildbetrachter frontal gegenüber. Sein Gesicht zeigt einen hellen Teint, seine offenen Augen blicken geradeaus nach vorn. Er trägt sein braunes Haar zu einer kurzen Scheitelfrisur, bei der die Ohren frei bleiben. Der König hat die rechte Hand an die Hüfte gelegt, die linke Hand stützt er auf den Griff eines Säbels, dessen mit Portepee versehene Scheide hinunter zum Boden reicht.

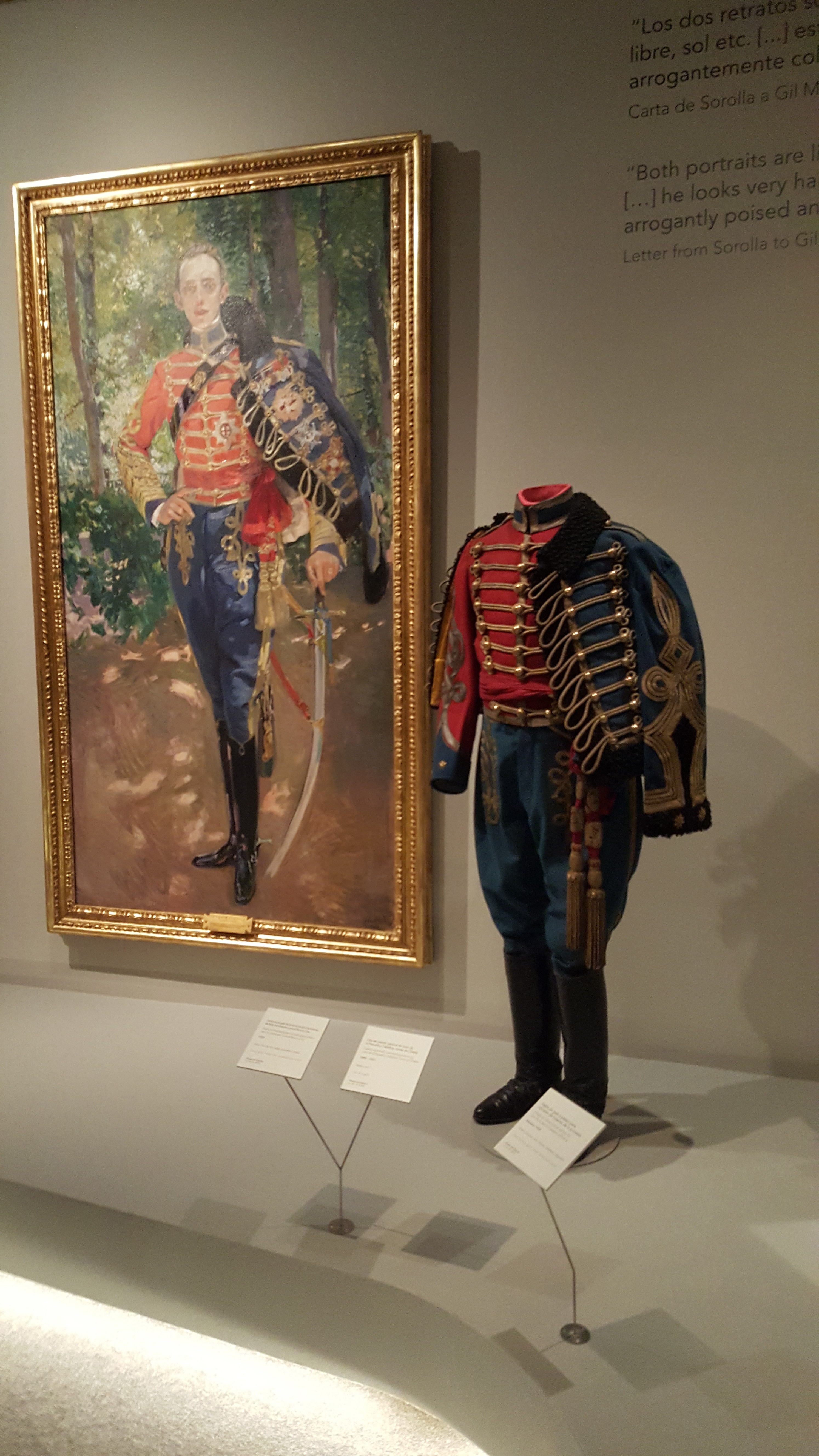
Das Gemälde im Vergleich zu einer Originaluniform in der Ausstellung Sorolla y la moda im Museo Thyssen-Bornemisza in Madrid 2018

Alfons XIII. trägt die Uniform der Kavallerie des Regimiento de Húsares de Pavía. Hierzu gehört die Dolman genannte rote Jacke, unter der am Kragen und am rechten Ärmel ein weißes Hemd hervor schaut. Auf der linken Schulter liegt als Überwurf die blaue Pelisse mit Kragen und Fütterung aus schwarzem Pelz. Hierzu passt die ebenso blaue Uniformhose. Sie steckt in polierten schwarzen Reitstiefeln, zu denen silberne Sporen gehören. Die farbenprächtige Uniform ist mit zahlreichen goldenen Knöpfen versehen und durch aufwändige Posamente und Tressen verziert, die mit Goldfäden auf die Textilien gestickt wurden. Weiterhin ist um die Hüfte ein roter Kummerbund gebunden, dessen zur linken Seite fallenden Enden mit goldenen Quasten geschmückt sind. Der König trägt keine sichtbaren Zeichen seines Amtes. Es finden sich hingegen auf Dolman und Pelisse zahlreiche Orden und Ehrenzeichen. Als einzigen Schmuck trägt Alfons XIII. den Ehering am linken Ringfinger, ein Hinweis auf die im Jahr zuvor geschlossene Hochzeit mit der britischen Prinzessin Victoria Eugénie.
Sorolla hat den König im Park der Sommerresidenz La Granja de San Ildefonso porträtiert. Er steht auf sandartigem Untergrund, der mit auffällig groben Pinselstrichen skizziert ist, während der König selbst mit sehr viel feinerem Pinselstrich ausgearbeitet wurde. Hinter ihm grenzt eine dunkelgrüne Hecke den Vordergrund vom weiteren Parkbereich ab. Dort gibt es einen dichten Baumbestand, wobei die einzelnen schlanken Baumstämme vom oberen Bildrand beschnitten werden. Dazwischen zeigt sich ein dichtes Blattwerk in Grün- und Gelbtönen, was auf den Spätsommer als Entstehungszeit des Bildes hindeutet.
Obwohl der Himmel selbst nicht sichtbar ist, spielt das Sonnenlicht eine wichtige Rolle im Bild. Auf den Blättern der Bäume, auf dem Boden des Vordergrundes, auf der Kleidung, den Stiefeln, im Gesicht und auf den Händen des Königs – überall finden sich Lichtreflexe, die im Gemälde auf das helle Licht der Sonne hinweisen. Zudem ist insbesondere die Leuchtkraft der Uniformfarben nur durch das intensive Tageslicht möglich. Das Bild ist signiert und datiert mit „J. Sorolla B. 1907 San Ildefonso“. Sorolla scheint mit seinem Gemälde sehr zufrieden gewesen sein und notierte entsprechend: „está muy guapete con su magnifico traje de húsares de Pavia, arrogantemente colocado y muy español que es lo que yo queria“ (sinngemäß: Er ist sehr gutaussehend mit seiner prächtigen Uniform der Pavia-Husaren, großartig platziert und sehr spanisch, so wie ich es wollte).

## Das Porträt eines Königs

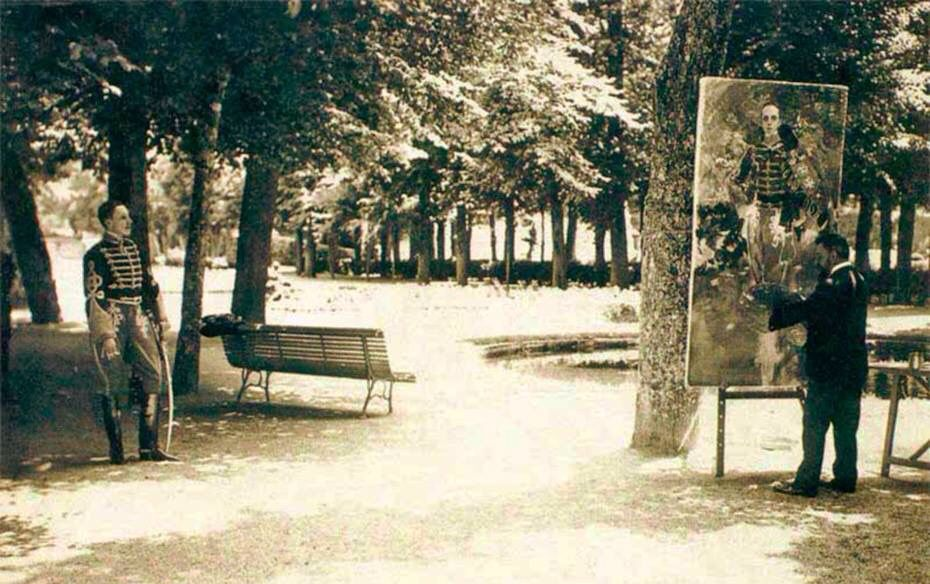
José Demaría López: Joaquín Sorolla malt den König Alfons XIII. in La Granja

Die Porträtmalerei hat am spanischen Hof eine lange Tradition und ist durch zahlreiche Meisterwerke bekannt, die nicht nur historische, sondern auch kunstgeschichtliche Bedeutung besitzen. Beispiele hierfür sind die Gemälde Kaiser Karl V. nach der Schlacht bei Mühlberg von Tizian, Las Meninas von Diego Velázquez und Die Familie Karls IV. von Francisco de Goya. Sorolla kannte diese Werke sicher von seinen Besuchen im Madrider Museo del Prado und war sich bei seinen eigenen Porträts von Mitgliedern der Königsfamilie dieser malerischen Tradition bewusst. Sein erstes Bildnis des spanischen Hofes malte Sorolla bereits ab 1890, als er von dem verstorbenen Maler Francisco Jover den Auftrag zur Fertigstellung des Gemäldes Königin Maria Christina schwört auf die Verfassung übernahm. Das erst 1897 fertigstellte Bild zeigt Königin María Cristina bei ihrer Vereidigung vor dem spanischen Senat, nachdem ihr Mann König Alfons XII. 1885 gestorben war. Ihr Sohn Alfons XIII. war zu diesem Zeitpunkt noch nicht geboren. Sie übernahm bis zu dessen 16. Geburtstag die Regierungsgeschäfte. Sorollas zweites bedeutendes Werk des spanischen Hofes war das 1901 geschaffene Doppelbildnis von Königin María Cristina mit ihrem Sohn Alfons XIII. als traditionelles Herrscherporträt im Thronsaal des Madrider Königspalastes.
Alfons XIII. erteilte Sorolla 1907 den Auftrag für zwei Einzelporträts, auf denen der König und die Königin Victoria Eugénie dargestellt werden sollten. Sorolla war zu dieser Zeit ein angesehener Porträtmaler, der nicht nur in Spanien Erfolg hatte, sondern beispielsweise 1906 in Paris große Anerkennung erhielt. 1907 folgten umfassende Ausstellungen seiner Werke in Berlin, Düsseldorf und Köln. Sorolla hatte zunächst die Absicht, die Ausstellungen in Deutschland zu begleiten, entschied sich jedoch in Spanien zu bleiben, da seine Tochter Mariá an Tuberkulose erkrankt war. Zur Genesung hielt sich die Familie zunächst in der Finca La Angorilla im nördlich von Madrid gelegenem El Pardo auf, den Sommer verbrachte Sorolla mit Frau und Kindern in San Ildefonso. Hier schuf er eine Reihe von Familienporträts und zudem einige Ansichten der Parkanlagen von La Granja. Darüber hinaus bot sich Sorolla in San Ildefonso die Gelegenheit, die bestellten Porträts des Königs und der Königin zu malen. Da die Königin als junge Mutter hier nur eingeschränkt für Porträtsitzungen zur Verfügung stand, konnte Sorolla von ihr vor Ort lediglich eine Ölskizze anfertigen. Ihr Auftragsporträt entstand erst 1908 bei einem Besuch Sorollas in Sevilla.
Sorolla malte das Porträt König Alfons XIII. in Husarenuniform in den Gärten der Sommerresidenz von La Granja. Eine Fotografie von José Demaría López zeigt, wie der König in seiner Uniform vor Sorolla Modell stand, der seine Leinwand unter freiem Himmel in der Parkanlage aufgestellt hatte. Bekannt wurde diese Freilichtmalerei vor allem durch die französischen Maler des Impressionismus, auch wenn andere Maler bereits zuvor ihr Atelier ins Freie verlegt hatten. Von den Impressionisten hatte Sorolla auch die farbenfrohe Palette übernommen und deren Lichtführung weiterentwickelt. Diese Malweise und die nahezu natürliche Haltung des Königs waren sehr ungewöhnlich für ein Staatsporträt. Zwar hatte auch Diego Velázquez in seinem Bildnis Philipp IV. als Jäger (um 1632–1634) den König in einer Landschaft porträtiert, doch wirkt das Bildnis sehr viel ernster und weniger spontan. Sehr formal erscheinen auch die Bildnisse des Königs von anderen Künstlern, die vor Sorollas König Alfons XIII. in Husarenuniform entstanden. Porträts des Königs in traditioneller Pose stammen beispielsweise von den Malern José Díaz Molina (1903) und Luis Menéndez Pidal (1905).

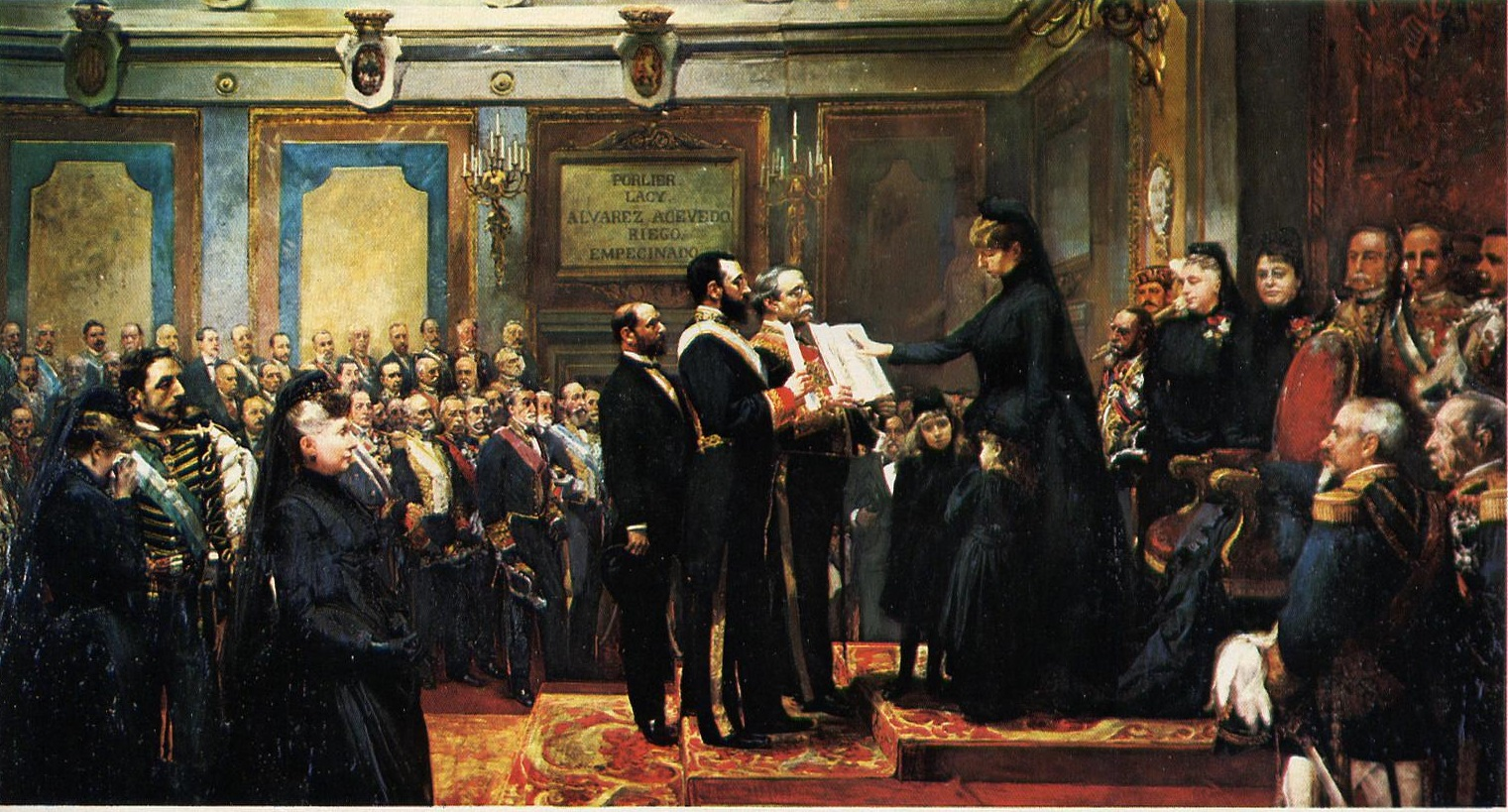
Francisco Jover, Joaquín Sorolla: Königin Maria Christina schwört auf die Verfassung, 1897
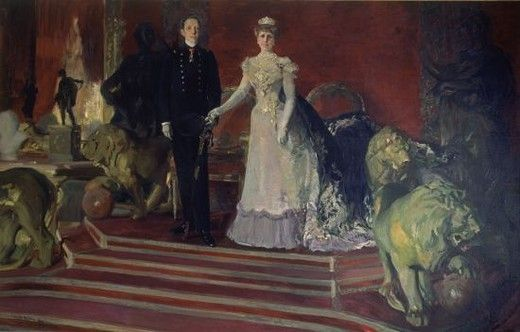
Joaquín Sorolla: Königin María Cristina mit ihrem Sohn Alfons XIII., 1901
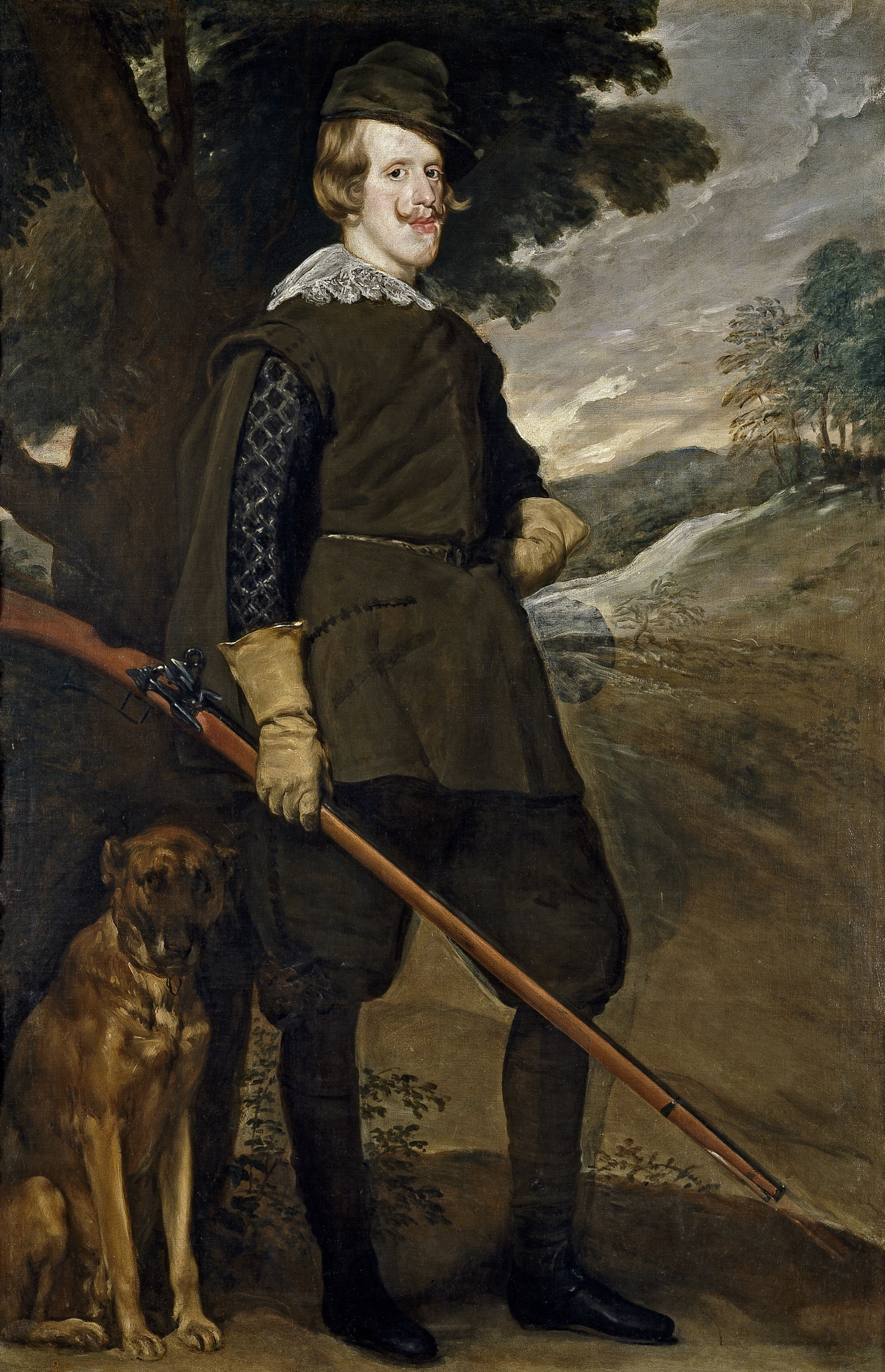
Diego Velázquez: Philipp IV. Als Jäger um 1632–1634
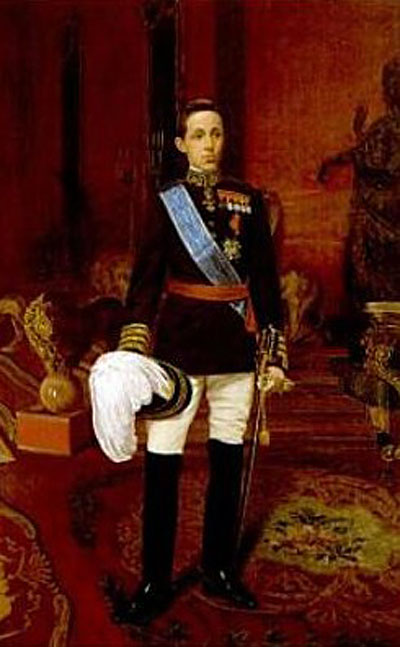
José Díaz Molina: Bildnis Königs Alfons XIII., 1903
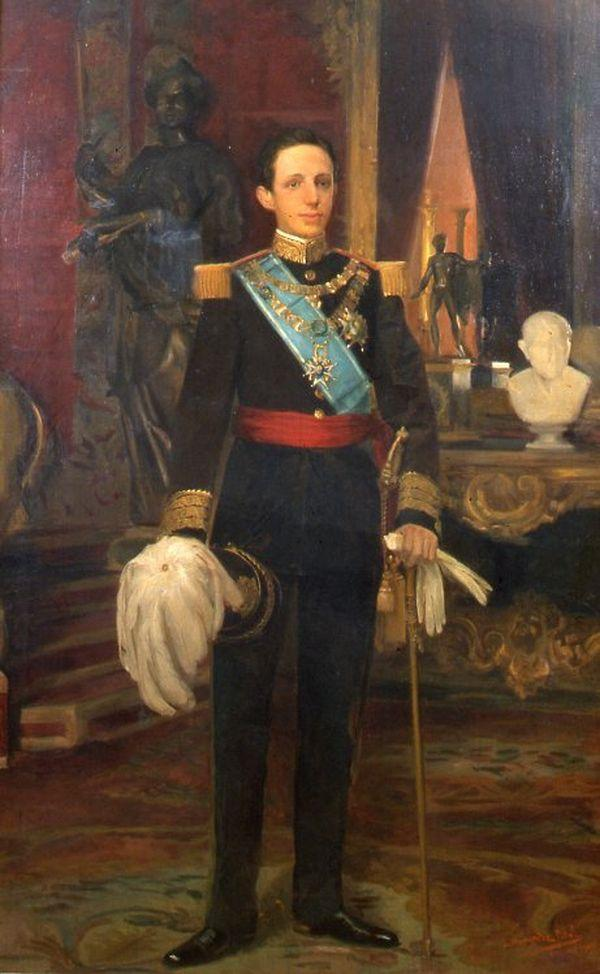
Luis Menéndez Pidal: Bildnis Königs Alfons XIII., 1905

Bei seinem Porträt König Alfons XIII. in Husarenuniform orientierte sich Sorolla im Malstil nicht an spanische Vorbilder. Stattdessen zeigt sein Porträt eine schwungvolle Malweise mit der Betonung der Vertikalen und Stilisierung der Figur, wie sie zur Jahrhundertwende vor allem aus Paris bekannt war. Dort malten Künstler wie der Italiener Giovanni Boldini, der Amerikaner John Singer Sargent und der Franzose Antonio de la Gandara Porträts in ähnlicher Weise. Sorolla kannte deren Werke von seiner Parisreise im Jahr 1900 und ein Einfluss dieser Maler auf sein Werk ist offensichtlich.
In Spanien war Sorolla kein offizieller Hofmaler des Königs, der sich von zahlreichen Maler porträtieren ließ. Hierzu gehörten Román Navarro, Nicolás Aquino, José Mongrell Torrent oder Philip Alexius de László, die den König teilweise ebenfalls in Husarenuniform zeigten. Zudem nutzte der König das Medium der Fotografie zu seiner öffentlichen Darstellung, wie ein Bild des Königs in Husarenuniform von Christian Franzen aus dem Jahr 1923 zeigt. Für die Autoren José Luis Díez und Javier Barón ist das Porträt König Alfons XIII. in Husarenuniform von Sorolla das schillerndste und spektakulärste Bildnis, das vom König geschaffen wurde.

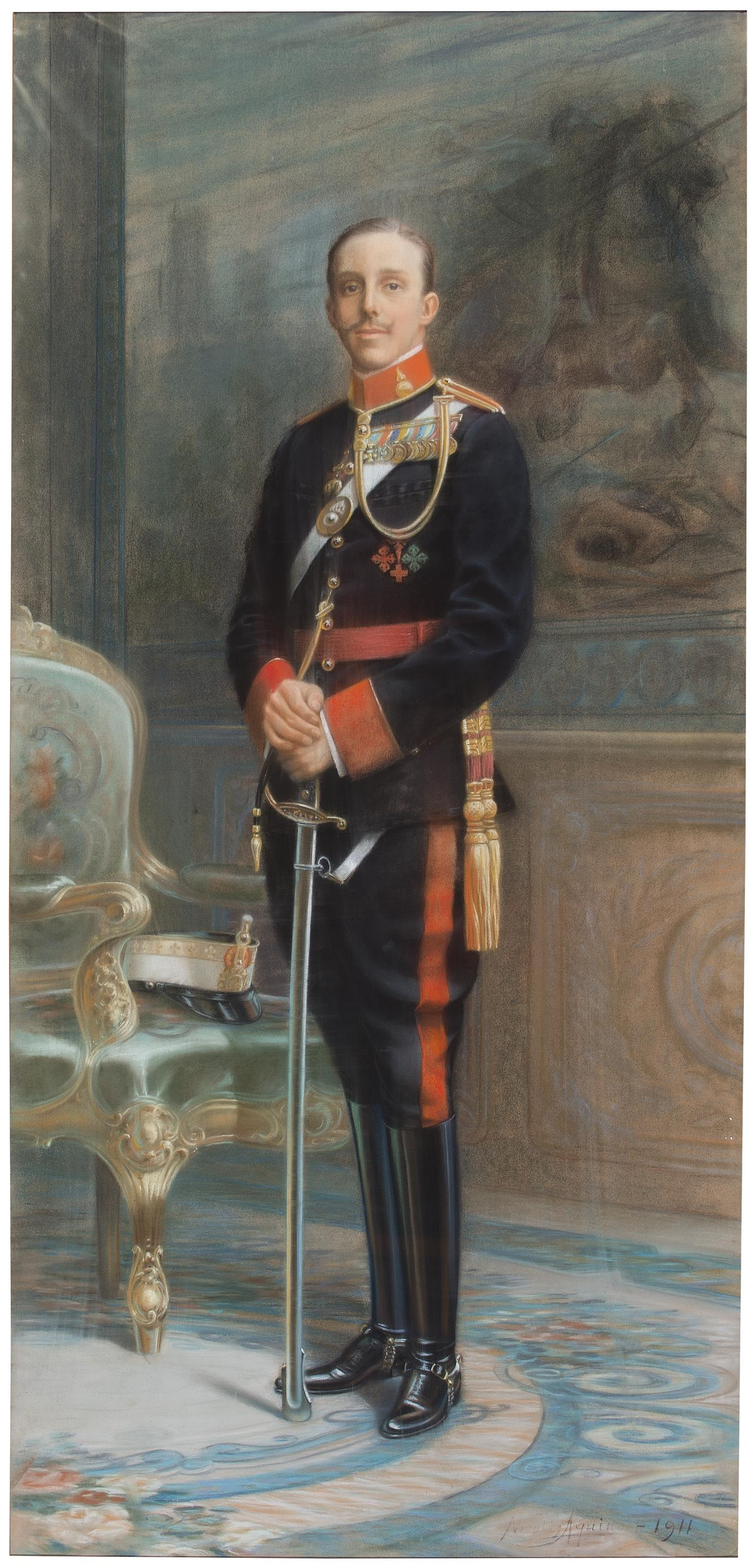
Nicolás Aquino: Alfonso XIII. In Militäruniform, 1911
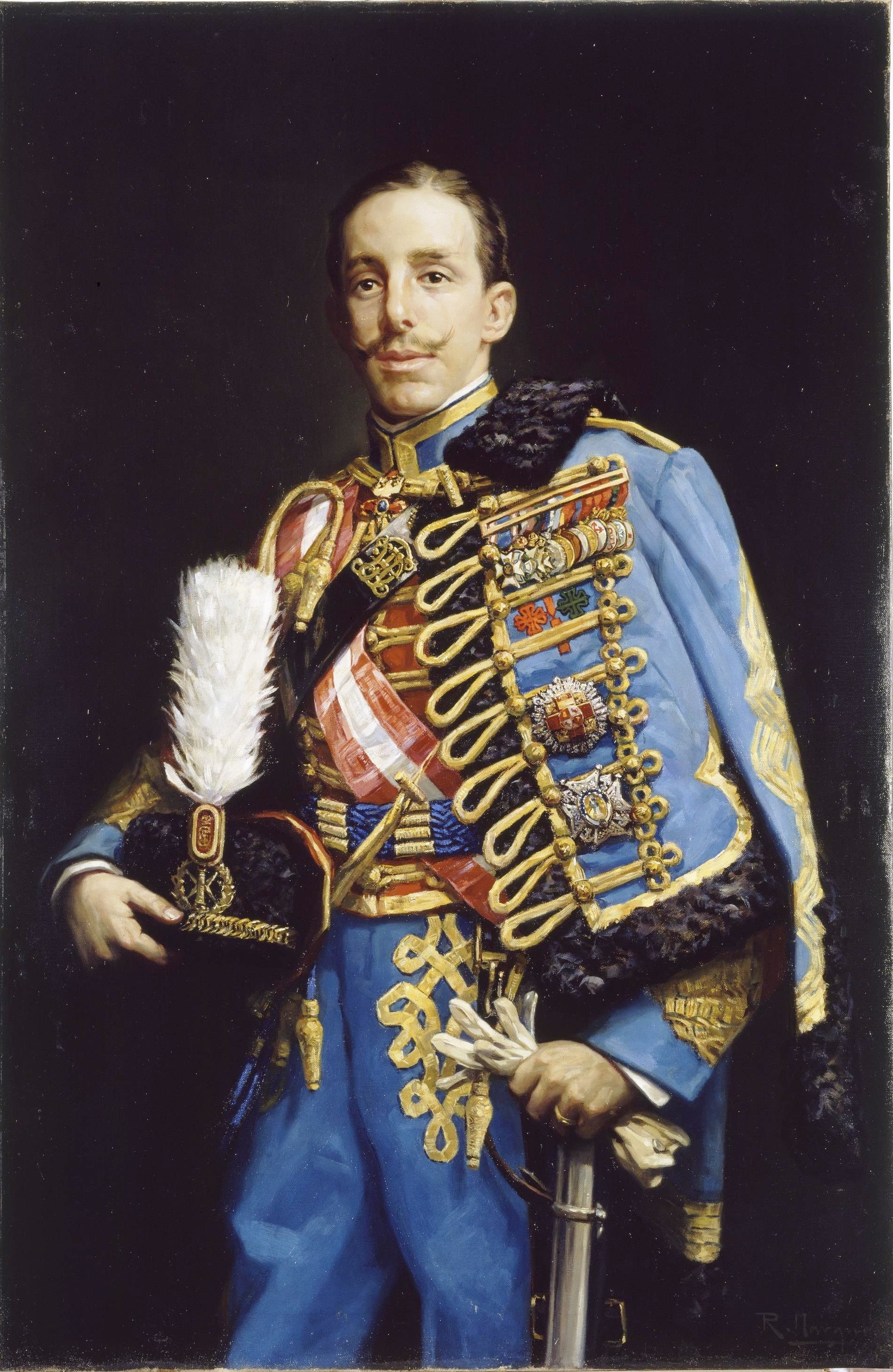
Román Navarro: König Alfons XIII. von Spanien, 1912
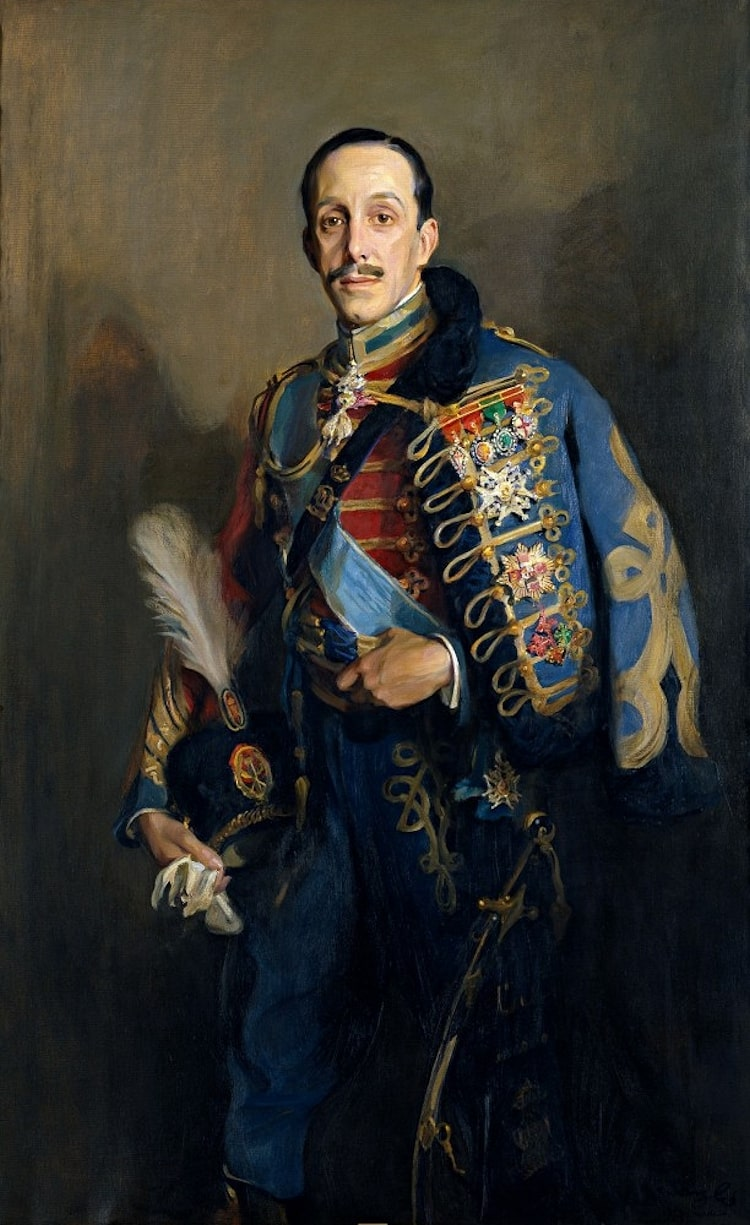
Philip Alexius de László: Porträt des König Alfons XIII., 1927
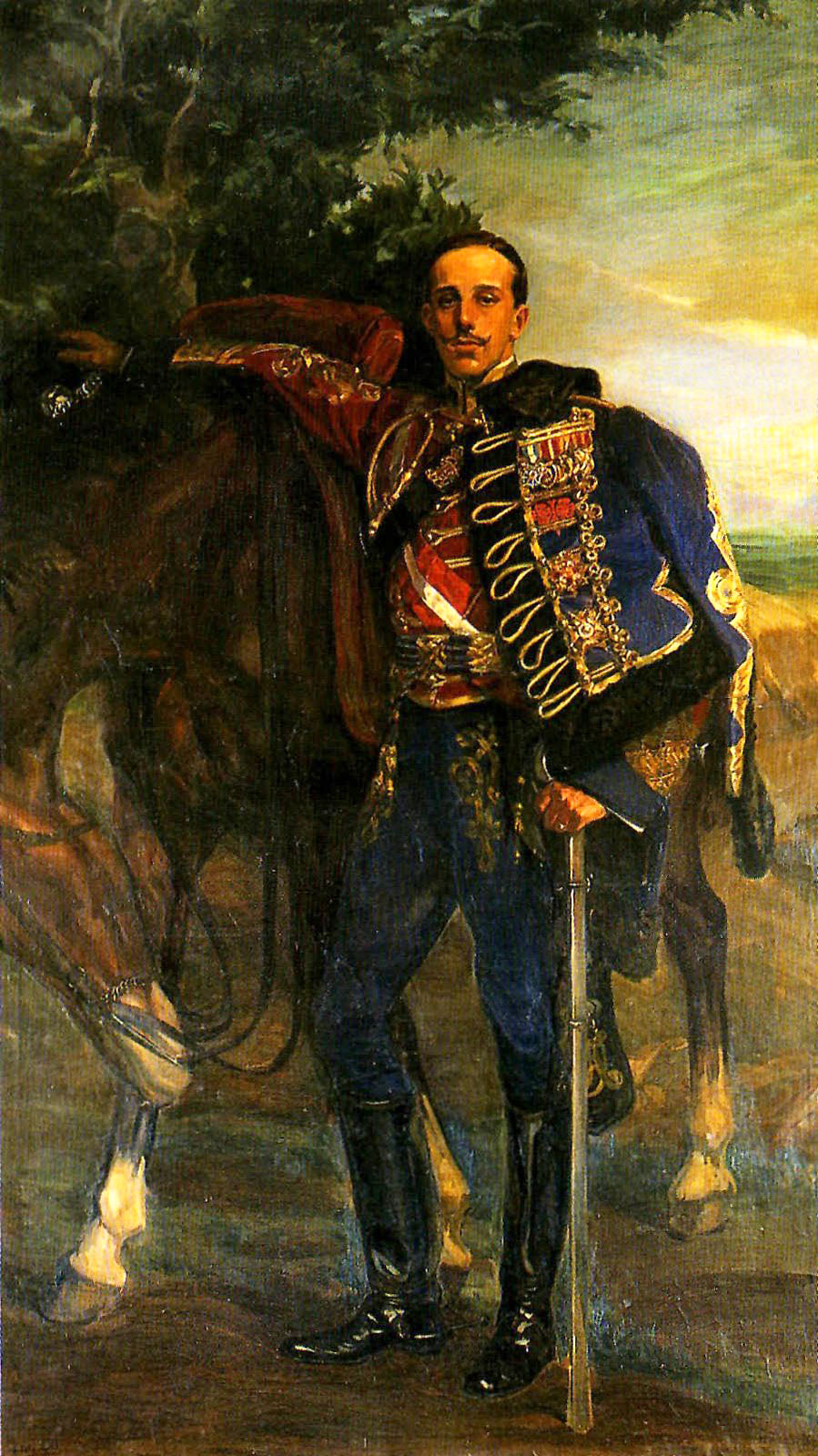
José Mongrell Torrent: Alfonso XIII. in der Uniform eines Pavia-Husars, 1915
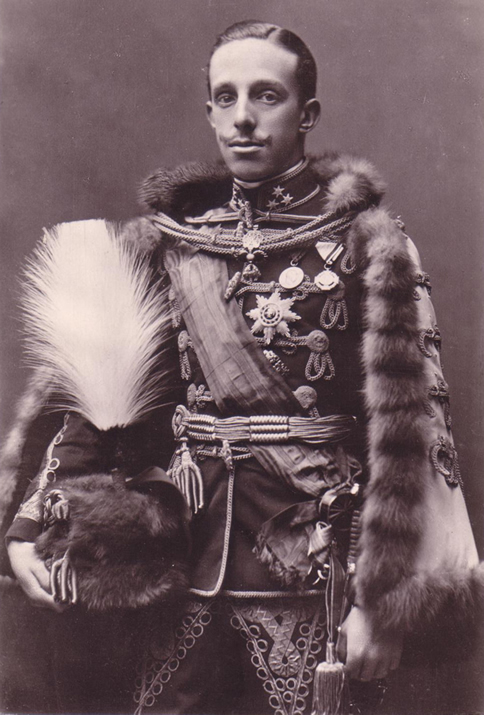
Christian Franzen: Fotografie von König Alfons XIII., um 1923